# Campodarsego
Campodarsego (velenceiül Canpodàrsego) település Olaszországban, Veneto régióban, Padova megyében. Lakosainak száma 15 072 fő (2023. január 1.). Campodarsego Borgoricco, Cadoneghe, San Giorgio delle Pertiche, Vigodarzere, Vigonza és Villanova di Camposampiero községekkel határos.

## Népesség
A település népességének változása:
| Lakosok száma | 14 638 | 14 675 | 15 072 |
|               | 2017   | 2018   | 2023   |